# Dromaeosauroides bornholmensis
Dromaeosauroides bornholmensis ("forma de Dromaeosaurus de la isla de Bornholm") es la única especie del género extinto de dinosaurio terópodo dromeosáurido, que vivió a principios del período Cretácico, hace aproximadamente entre 142 a 134, en el Valanginiense, en lo que hoy es Europa. La especie tipo , D. bornholmensis, fue descrita por Christiansen y Niels Bonde en 2003, y es el primer dinosaurio encontrado en Dinamarca. El descubrimiento fue hecho por Eliza Jarl Estrup.

## Descripción
El tamaño de Dromaeosauroides se estima que debe haber sido de 2 a 3 metros de largo. Puede ser que sea el único dromaeosáurido verdadero del Cretácico Inferior de Europa.

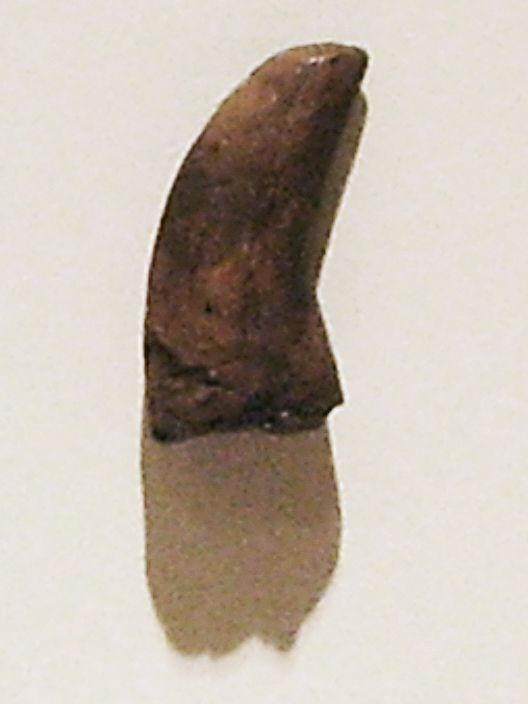
Réplica del diente holotipo, en el Museo Gológico de la Universidad de Copenhague.

El holotipo, MGUH DK No. 315 un diente anterior del dentario de 21,7 milímetros, es un 25% más largo que el de Dromaeosaurus albertensis, con 6 dentículos por milímetro comparados con los 3-3,5 por milímetro en D. albertensis. Este diente fue encontrado en 2000 y mencionado como Dromaeosauridae indet. por Bonde en 2001. La corona es bastante alta y recurvada. Ambas carinas se desplazan hacia la vista lingual, la carina mesial se extiende solamente por debajo del 1/3 de la corona. Los denticulos mesiales disminuyen en tamaño hacia la base, con 6,1 por milímetro apicalmente. Los dentículos distales son cuadrados, labiolingualmente amplios, carecen de surcos para la sangre y tienen una densidad de 6 por milímetro.
Las características utilizadas para identificar los dientes de los terópodos fósiles incluyen el tamaño, la proporción, la curvatura de la corona y la morfología y el número de dentículos. El holotipo de D. bornholmensis es una corona dental de 21,7 milímetros de largo, 9,7 milímetros de adelante hacia atrás y 6,6 milímetros de ancho en la base. La parte delantera del diente estaba desgastada, lo que indica que fue perdido cuando el animal estaba vivo. Se vio afectado por el desgaste tafonómico, la base del diente es irregular, por lo que puede haber sido ligeramente más larga en la vida. La curvatura y la longitud del holotipo y la longitud de su borde posterior indican que estaba en la parte frontal de la mandíbula.
El diente se curva hacia atrás y es de sección transversal ovalada. Sus bordes de corte frontal y posterior están finamente dentados, extendiéndose dos tercios hacia abajo en cada borde. Hay seis dentículos por milímetro y cada dentículo es cuadrado y cincelado. La forma general del diente, su ancho y forma en sección transversal y su curvatura se asemejan a los del maxilar superior y la mandíbula de la especie Dromaeosaurus albertensis de América del Norte. Los surcos de sangre son indistintos o están ausentes, también son similares a Dromaeosaurus y difieren de los miembros de la subfamilia Velociraptorinae. Dromaeosauroides difiere de Dromaeosaurus en que el filo en la parte frontal está más lejos del centro del diente. Aunque el diente es más grande y los dentículos similares, cada dentículo era más pequeño que los del Dromaeosaurus, que tenían solo 13-20 dentículos por cada 5 milímetros, en lugar de 30 de Dromaeosauroides. El segundo diente conocido es más pequeño,  15 milímetros, con las mismas características que el holotipo.
El holotipo es aproximadamente un 25% más grande que los dientes Dromaeosaurus equivalentes, de los cuales se estimó una longitud corporal de 3 metros o más para Dromaeosauroides. Puede haber sido tan largo como 3 a 4 metros. En una entrevista, Christiansen estimó que su cráneo tenía 35 centímetros de largo y el peso del animal 40 kilogramos,  un tigre de Bengala de la misma longitud pesaría de 150 a 180 kilogramos en comparación. Como Dromaeosaurus, Dromaeosauroides habría tenido una gran garra en su segundo dedo muy móvil, como sus parientes Dromaeosaurus, Velociraptor y Deinonychus. Este grupo está estrechamente relacionado con las aves y el centro de interpretación NaturBornholm alberga una escultura de Dromaeosauroides de tamaño natural, cubierta de plumas. Los hallazgos chinos posteriores de dromeosaurios emplumados bien preservados indican que la escultura debería tener más plumas y más largas para ser precisas. Aunque algunos dromeosaurios más pequeños pudieron haber podido volar, era poco probable que volara un animal del tamaño de Dromaeosauroides.

## Descubrimiento e investigación
Pocos restos de dinosaurios se han encontrado en Escandinavia. La parte continental del oeste de Dinamarca es una región poco probable para encontrar restos de dinosaurios, ya que los sedimentos mesozoicos allí son de tiza maastrichtiana marina. En estos depósitos se han encontrado fósiles de animales marinos no dinosaurios, incluidos mosasaurios y plesiosaurios. Los depósitos mesozoicos en Escania, Suecia, son mucho más ricos en fósiles, incluidos los de los dinosaurios. La isla danesa de Bornholm en el mar Báltico era parte de la misma masa terrestre que Scania,  el continente Escandinavo-Ruso, y tiene una geología similar. La parte suroeste de la isla es el único lugar en Dinamarca que ha producido restos de dinosaurios.
Durante la década de 1990, el Proyecto Fósil, disuelto en 2005, fue formado por un grupo de desempleados que recibió fondos de Dinamarca y la CEE para mantener sitios geológicos en Bornholm. Uno de estos, "La arena de Carl Nielsen" en el valle Robbedale parte de la formación Jydegaard, que no debe confundirse con la formación Robbedale, donde no se han encontrado restos de vertebrados. Esta formación tiene 140 millones de años, y data de la etapa berriasiana tardía o ryazaniana del período Cretácico Inferior. El Proyecto Fósil tamizó arena en estos sitios en cooperación con el centro de interpretación NaturBornholm, que exhibió los fósiles descubiertos. En septiembre de 2000, los paleontólogos daneses Per Christiansen y Niels Bonde impartieron un curso de campo en el sitio, llamado "La caza de dinosaurios daneses". Durante el curso, la estudiante de geología Eliza Jarl Estrup encontró un diente de terópodo, el primer dinosaurio descubierto en territorio danés y el hallazgo fue grabado por una estación de televisión local.
El diente fue presentado en la 45ª reunión anual de la Asociación Paleontológica en 2001, e identificado como un dromeosáurido. En 2003, el diente, MGUH 27218 / DK 315, se convirtió en el espécimen de holotipo de Dromaeosauroides bornholmensis, cuyo nombre y descripción publican Christiansen y Bonde. El nombre del género combina Dromaeosaurus con el griego -ides,"en forma de", refiriéndose a la semejanza entre los dientes de los dos géneros. El nombre específico se refiere a Bornholm. El nombre Dromaeosaurus se ha traducido como  "reptil corredor". Bonde y Christiansen esperaban que los primeros restos de dinosaurios daneses fueran dientes de dinosaurios herbívoros como hipsolofodóntidos o iguanodóntidos y se sorprendieron al encontrar un diente de dromaeosáurido en su lugar, ya que estos son raros en las formaciones del cretácico inferior, los herbívoros habrían sido más abundantes que los carnívoros. Debido a que el dromaeosáurido parece haber sido grande, esperaban encontrar huesos resistentes, como garras, en el futuro. Los paleontólogos no esperaban que se descubrieran huesos de dinosaurios más grandes en la formación ya que probablemente se habrían encontrado cuando la arena se explotó comercialmente, pero se esperaban encontrar los restos de algún mamífero mesozoico. El diente de holotipo ha sido ilustrado en varios libros y artículos de investigación. Fue certificado "Danekræ", "criatura danesa", según una ley del museo danés de 1990 asegurando fósiles importantes, cuando su importancia científica fue evaluada por el Museo Geológico de Copenhague.
A finales del verano de 2008, el guardabosque Jens Kofoed encontró un segundo diente de dromeosáurido. Este espécimen, DK 559, se encontró en el mismo lugar y luego se le asignó a D. bornholmensis también.  Kofoed explicó que los hallazgos fueron sorprendentes porque la gente había estado sin éxito buscando restos de dinosaurios en Dinamarca durante años y fue como encontrar una "aguja en un pajar". En un comunicado de prensa, el segundo diente dromaeosáurido también fue certificado "Danekræ" por el Museo de Historia Natural de Dinamarca, que comparó el animal con los raptores en Jurassic Park, señalando que los animales, a diferencia de los raptores de la película, habrían sido emplumados.
Desde el descubrimiento de Dromaeosauroides, se han encontrado evidencias de más dinosaurios en Bornholm. En 2002, se encontró un diente que pertenecía a un saurópodo titanosáurido juvenil en la formación Jydegaard. Se informaron las huellas de un saurópodo y un tireóforo en el Jurásico Medio de la formación Bagå en 2005. Se notificaron dientes de pequeños dromeosáuridos y maniraptores indeterminados de la formación Rabekke del Cretácico inferior en 2008, y también se informaron rastros de saurópodos en la formación ese año. En 2011, se informaron las huellas de un saurópodo, un tireóforo y un terópodo de la formación Bagå. Las huellas del Jurásico Inferior informadas de la formación Rønne en Bornholm en 2014 son la evidencia más temprana de la actividad de dinosaurios en Dinamarca. Un diente del multituberculado Sunnyodon fue encontrado en la formación Rabekke en 2004, convirtiéndose en el primer mamífero mesozoico danés y escandinavo conocido.
En 2012, Jesper Milàn y sus colegas describieron dos coprolitos, heces fosilizadas, que contienen escamas y huesos de pescado. Fueron encontrados en la formación Jydegaard, los primeros fósiles encontrados en depósitos mesozoicos continentales daneses. Aunque el productor de estas heces no se puede identificar con certeza, las tortugas marinas y dromeosáuridos como Dromaeosauroides son los candidatos más probables.

## Clasificación
Varias características del diente solo son conocidas por los miembros de la familia Dromaeosauridae de los dinosaurios terópodos. Dromaeosauroides se clasificó como un miembro de la subfamilia Dromaeosaurinae dentro de Dromaeosauridae, debido a su similitud con Dromaeosaurus. A pesar de la semejanza, Dromaeosauroides no se considera parte de ese género. Es poco probable que un género sobreviva durante 60 millones de años. Los Dromaeosauroides vivieron durante el cretácico inferior y el Dromaeosaurio durante el cretácico superior. Las diferencias entre sus dentículos también indican que deben mantenerse separados.
Dromaeosauroides es uno de los dromeosáuridos más antiguos conocidos en el mundo, los restos más antiguos, en su mayor parte, solo se han remitido tentativamente a Dromaeosauridae. Dromaeosauroides fue el primer dromeosáurido definido conocido del cretácico inferior de Europa, según la identidad de las Nuthetes de la formación Purbeck media del Reino Unido, que puede ser un poco anterior a la formación Jydegaard. No está claro si el holotipo juvenil de Nuthetes tiene características de dromeosáurido. Los especímenes grandes referidos a Nuthetes parecen pertenecer a dromeosáurido verdaderos, y pueden pertenecer a Dromaeosauroides en lugar de Nuthetes. Estas muestras miden de 15 a 18 milímetros.
Dromaeosauroides ha sido considerado un dromeosáurido indeterminado por algunos científicos. Bonde respondió que dado que los dientes difieren de los de otros dromeosáuridos del cretácico inferior y a los miembros del grupo más tardíos, incluido Dromaeosaurus, debe considerarse válido. También dijo que estos científicos habían proporcionado información incorrecta sobre la ubicación, los estratos y la edad del espécimen, y que las circunstancias de su designación no eran diferentes de las de otros taxones basados en los dientes.

## Paleoecología
Solo un rincón de la formación Jydegaard está expuesto hoy. El resto está cubierto de maleza. Jydegaard es parte del Grupo Nyker, que incluye tres formaciones, Rabekke, Robbedale y Jydegaard que van desde la era Berriasiana hasta la Valanginiana del cretácico inferior. Jydegaard consiste en sedimentos depositados en una laguna de agua dulce a salobre frente a una franja costera. Además de Dromaeosauroides y un posible titanosauriano, restos de tiburones hibodóntidos, peces como Lepidotes y Pleuropholis, tortugas, lagartos, el cocodrilo Pholidosaurus y fragmentos delgados de hueso de aves o pterosaurios se han encontrado en el depósito. El bivalvo Neomiodon se encuentra en abundancia en los sedimentos inferiores, el lecho de Neomiodon, lo que indica una mortalidad en masa, tal vez debido a las toxinas de dinoflagelados.
Los peces y los bivalvos se encontraron en arcilla, que probablemente era una laguna y los dinosaurios y lagartos en arena, probablemente era tierra firme, quizás una playa. Las tortugas y cocodrilos fueron encontrados en ambos. Los caracoles de agua dulce se encontraron en la arcilla que puede haber sido poco profunda, con lagunas temporales detrás de una barrera de arena entre las laguna y el mar, en un entorno tal vez similar a los Cayos de Florida o la costa suroccidental de Jutlandia. Los dinosaurios pueden haber alimentado allí, basándose en los restos de plantas y pequeños animales terrestres, y los terópodos pueden haber cazado a lo largo de la costa. Bornholm y Scania parecen ser los únicos lugares donde se pueden encontrar restos de la fauna escandinava-rusa del cretácico inferior. Nuevas investigaciones pueden mostrar si esta fauna tiene afinidades europeas o asiáticas.
Basado en posibles coprolitos de  dromeosáuridos de la formación Jydegaard, que contenían escamas de los peces Lepidotes, Milàn y sus colegas especularon que algunos dromeosáuridos pudieron capturar peces con la garra ampliada en el segundo dígito del pie, similar a la "pesca con arpón" que se ha propuesto para el terópodo Baryonyx y su garra del pulgar ampliada. El más grande de los dos coprolitos tiene evidencia de organismos coprófagos.